# Die sechs Schwäne
Os seis cisnes é um conto de fadas alemão compilado pelos Irmãos Grimm. É o conto número 49 (KHM 49). Conta as peripécias de uma moça que parte em busca de seus irmãos transformados em cisnes. A história foi incluída por Andrew Lang em O Livro Amarelo das Fadas. Enquadra-se no Tipo 451 do Sistema Aarne-Thompson-Uther (ATU) de classificação de contos folclóricos, sobre moças que procuram seus irmãos.

## Origem
A história foi publicada pelos Irmãos Grimm na primeira edição de Kinder- und Hausmärchen, em 1812, e substancialmente reescrita para a segunda edição de 1819. Sua fonte foi Henriette Dorothea (Dortchen) Wild (1795–1867), amiga e futura esposa de Wilhelm Grimm.